# 철면 황제
"철면황제"(鐵面皇帝)는 한국에서 제작된 최경옥 감독의 1967년 영화이다. 김승호 등이 주연으로 출연하였고 최경옥 등이 제작에 참여하였다.

## 출연

### 주연
- 김승호
- 신영균
- 최원

## 기타
- 조명: 김대진
- 미술: 송백규